# استروئید آنابولیک
استروئید آنابولیک (به انگلیسی: Anabolic steroids) که معمولاً با نام استروئید آنابولیک آندروژن (به انگلیسی: anabolic-androgenic steroids) یا به اختصار AAS شناخته می‌شود، دسته‌ای از استروئید آندروژن که شامل آندروژن‌های طبیعی مانند تستوسترون و همچنین مواد صنعتی که از نظر ساختار و عملکرد مشابه تستوسترون عمل می‌کنند، هستند.
این مواد موجب افزایش حجم پروتئین در داخل سلول، مخصوصاً سلولهای عضلات اسکلتی می‌شوند. استروئید آنابولیک معمولاً درجات مختلفی از اثرات آندروژنیک و مردانگی را ایجاد می‌کند که شامل افزایش ویژگی‌های جنسی مردانه و همچنین رشد تارهای صوتی و رشد مو بر روی بدن می‌شود. کلمه آنابولیک از آنابولیسم که خود ریشه یونانی دارد برگرفته شده‌است.
AAS در سال ۱۹۳۰ به صورت مصنوعی ساخته شدند و در حال حاضر در درمانهای پزشکی جهت تحریک رشد عضله، تحریک اشتها، القا بلوغ و درمان ضعف مزمن در بیماری‌هایی مانند سرطان و ایدز مورد استفاده قرار می‌گیرد. دانشکده آمریکایی پزشکی ورزشی اذعان داشته استفاده از AAS در کنار رژیم غذایی کافی می‌تواند موجب افزایش وزن شود.
استفاده طولانی مدت یا استفاده با دوز بالا می‌تواند موجب اثرات منفی بر روی سلامتی فرد شود. این اثرات می‌تواند برای بدن مضر باشد، به عنوان مثال می‌تواند موجب افزایش لیپوپروتئین کم‌چگالی یا کاهش لیپوپروتئین پرچگالی، آکنه، فشار خون بالا، سمیت کبدی و همچنین تغییرات ساختاری خطرناک در بطن چپ قلب، ایجاد وضعیت عدم تعادل هورمونها مانند بزرگ‌شدن پستان مردانه و کاهش اندازه بیضه بروز کند.